# Joseph Fahnbulleh
Joseph Blowadeh Siafa Fahnbulleh (né le 11 septembre 2001 à Hopkins aux États-Unis) est un athlète libérien, spécialiste des épreuves de sprint. Il possède également la nationalité américaine. Il représente officiellement le Libéria en compétition depuis le 14 juin 2021.

## Biographie
Joseph Fahnbulleh court depuis 2020 pour les Florida Gators de l'université de Floride.
Il se révèle le 11 juin 2021 en courant le 200 mètres en 19 s 91 au Hayward Field d'Eugene lors des championnats NCAA. Deux jours plus tôt, il avait couru le 100 mètres en 10 s 21.
Sélectionné pour sa première compétition internationale lors des Jeux olympiques d'été de 2020, à Tokyo où il est le porte-drapeau de la délégation libérienne, il se classe deuxième de sa série puis termine également second en demi-finale derrière Aaron Brown et devant Noah Lyles en (19 s 99). Il améliore ce temps en finale en se classant 5e en 19 s 98, nouveau record national.
Il se classe quatrième de l'épreuve du  200 m des championnats du monde 2022 à Eugene, derrière les trois Américains Noah Lyles, Kenneth Bednarek et Erriyon Knighton.
Il remporte la médaille d'or du 100 mètres et du 200 mètres aux Championnats d'Afrique d'athlétisme 2024 à Douala.

## Palmarès
| Date | Compétition            | Lieu     | Résultat | Épreuve   | Temps   |
| ---- | ---------------------- | -------- | -------- | --------- | ------- |
| 2021 | Jeux olympiques        | Tokyo    | 5e       | 200 m     | 19 s 98 |
| 2022 | Championnats du monde  | Eugene   | 4e       | 200 m     | 19 s 84 |
| 2023 | Championnats du monde  | Budapest | 9e       | 200 m     | 20 s 57 |
| 2024 | Jeux africains         | Accra    | 3e       | 4 × 100 m | 38 s 73 |
| 2024 | Championnats d'Afrique | Douala   | 1er      | 100 m     | 10 s 13 |
| 2024 | Championnats d'Afrique | Douala   | 1er      | 200 m     | 20 s 25 |
| 2024 | Jeux olympiques        | Paris    | 7e       | 200 m     | 20 s 15 |

## Records
| Épreuve | Temps        | Lieu        | Date          |
| ------- | ------------ | ----------- | ------------- |
| 100 m   | 9 s 98 (NR)  | Gainesville | 15 avril 2023 |
| 200 m   | 19 s 83 (NR) | Eugene      | 10 juin 2022  |